# جاك روزنتال (كاتب)
جاك روزنتال (بالإنجليزية: Jack Rosenthal)‏ هو كاتب سيناريو بريطاني، ولد في 8 سبتمبر 1931 في مانشستر في المملكة المتحدة، وتوفي في 29 مايو 2004 في لندن في المملكة المتحدة بسبب ورم نخاعي متعدد.

## وصلات خارجية
- جاك روزنتال على موقع IMDb (الإنجليزية)
- جاك روزنتال على موقع ديسكوغز (الإنجليزية)
- جاك روزنتال على موقع قاعدة بيانات الفيلم (الإنجليزية)